# Jamesville
Jamesville es un pueblo ubicado en el condado de Martin en el estado estadounidense de Carolina del Norte. La localidad en el año 2000, tenía una población de 502 habitantes en una superficie de 3.5 km², con una densidad poblacional de 144.8 personas por km².

## Geografía
Jamesville encuentra ubicado en las coordenadas 35°48′38″N 76°53′52″O / 35.81056, -76.89778. Según la Oficina del Censo, la localidad tiene un área total de 3,5 km² (1,4 mi²), de la cual 3,5 km² (1,4 mi²) es tierra y 0 km² (0 mi²) (0.0%) es agua.

### Localidades adyacentes
El siguiente diagrama muestra a las localidades en un radio de 16 kilómetros (9,9 mi) de Jamesville.

## Demografía
En el 2000 la renta per cápita promedia del hogar era de $28.438, y el ingreso promedio para una familia era de 32.813. En 2000 los hombres tenían un ingreso per cápita de $32.045 contra $20.208 para las mujeres. El ingreso per cápita para la localidad era de $16.682. Alrededor del 19.70% de la población estaba bajo el umbral de pobreza nacional.